# 盛岡市立飯岡中学校
盛岡市立飯岡中学校（もりおかしりついいおかちゅうがっこう）は、岩手県盛岡市下飯岡にある公立の中学校である。

## 沿革
- 1947年（昭和22年）4月 - 飯岡村立飯岡中学校として創立。
- 1951年（昭和26年）6月 - 校歌を制定する。
- 1957年（昭和32年）11月 - 創立10周年記念式典を開催する。
- 1958年（昭和33年）7月 - 新校舎に移転する。
- 1966年（昭和41年）3月 - 完全給食実施される。
- 1967年（昭和42年）11月 - 創立20周年記念式典・祝賀会を開催する。
- 1974年（昭和49年）6月 - 特殊学級を開設する。
- 1993年（平成5年）3月 - 岩手県教育委員会より体力向上事業優秀校として表彰される。
- 1995年（平成7年）9月 - 特別養護老人ホーム「都南あけぼの荘」との交流を開始する。
- 1997年（平成9年）11月 - 創立50周年記念式典並びに祝賀会を開催する。
- 2005年（平成17年）11月 - 岩手県交通安全対策協議会会長賞を受賞する。
- 2009年（平成21年）4月 - 特別支援学級を開設する。

## 学区
- 北飯岡1丁目・2丁目・3丁目（14〜20番）・4丁目
- 上飯岡（1〜24地割）
- 下飯岡（1〜19地割、20地割一部、21地割）
- 飯岡新田（1地割、3〜6地割、7地割一部、8〜10地割）
- 湯沢東1丁目・2丁目・3丁目
- 湯沢西1丁目・2丁目・3丁目
- 湯沢南1丁目・2丁目
- 流通センター北1丁目
- 湯沢（1〜19地割）
- 羽場（1〜9地割、10地割一部、11〜20地割）

## 学校目標
よく考える生徒（創造性）・思いやりのある生徒（豊かな心）・やりぬく生徒（強い意志）・強い身体をつくる生徒（強い身体）を育てる。

## 生徒数
- 2018年（平成30年）5月1日現在、1年生54人（2学級）、2年生73人（2学級）、3年生71人（2学級）、特別支援学級7人（2学級）、合計205人となっている。

## 教職員
同校の教職員数は合計21人となっている。
- 校長 - 1人
- 副校長 - 1人
- 教諭 - 16人
- 養護教諭 - 1人
- 事務員 - 1人
- 用務員 - 1人[要出典]

## アクセス
- JR・IGR盛岡駅より岩手県交通「飯岡線」で、「飯岡中学校口」下車。徒歩10分。